# 东莞广播电视台
东莞广播电视台及其台屬企業東莞廣播電視傳媒集團（电视部门或簡稱莞視:501），為中華人民共和國广东省東莞市的一家綜合性媒體集團。其中東莞廣播電視台為中共東莞市委直屬的正处级事業單位，也是中共東莞市委、東莞市人民政府的市級廣播電視媒體。是台的前身為東莞人民廣播電台及東莞電視台，其中廣播服務開始提供於1985年1月1日，電視服務開始提供於1984年10月1日。二者後於2005年3月28日合併成立东莞廣播電視台。

## 历史沿革
东莞广播电视台的前身是东莞市电视台与东莞人民广播电台，二台皆曾为东莞市广播电视局下属的事业单位。其中，东莞电视台于1984年10月1日正式播出电视节目:192。而东莞人民广播电台则于1985年1月1日试播广播节目:160，当时的台址设置在东莞市西正路，电台頻率為106.9兆赫。1990年3月18日，东莞电台开通调频立体声节目，对外正式开播，并于1998年开通了第二条广播频率音乐频道。
2001年7月1日，东莞市电视台合并东莞有线广播电视台，並對外保留「東莞電視台」呼號。2004年3月18日，东莞人民广播电台在开通了自己的新媒體平台阳光网:501，该网站在广电合并后于2005年12月28日组建了综合入口網站东莞阳光网，并成为东莞“四大媒体”之一。2004年3月23日，东莞电视台与东莞人民广播电台合并，挂牌成立东莞广播电视台，为南方广播影视传媒集团的下属单位:501。2005年3月28日，东莞广播电视台正式成立，同年，东莞市府改革管理机构，东莞市广播电视局改制为市文化广电新闻出版局，其对广播电视的宣传与经营业务划归该台。2006年，东莞广播电视台开展人事改革，以提高电视栏目品质及收视率，其后，莞视旗下的两条电视频道的收视率开始超过已在当地有线电视网落地的TVB，成为东莞地区收视率最高的电视频道:530。2008年5月，该台广播部门的综合、音乐二条频率实现全天候播送，其后亦于2013年7月开通了第三条广播频率音乐广播，而原有的音乐频率则改为交通广播。2011年9月28日，该台迁入新建立的东莞广播电视中心。
2014年5月28日，珠三角地级市实施電視互相落地措施，自此佛山、肇慶、惠州、清遠、珠海、江門、中山等邻近县市的民眾可透过在地的有线电视网络接收莞视新聞綜合頻道的讯号。2015年3月28日，東莞廣播電視傳媒集團正式掛牌成立，與東莞廣播電視台為一個機構兩塊牌子:317。2016年7月，东莞广播电视台整合广播、电视以及網際網路等资源，组建了自己的全媒体中心。2018年12月，该台旗下的两条电视频道开始播出高畫質電視，实现高标清同播。2022年，莞视公共频道转型，并调整为专业的生活资讯频道。
2025年2月17日起，东莞音乐广播的部分节目转移至东莞综合广播和东莞交通广播播出，后者的部分时段亦将播出AI生成的节目。

## 旗下资产
東莞廣播電視台為中共東莞市委直屬事業單位，並由中共東莞市委宣傳部直接主管。擁有2條電視頻道與3條廣播頻率。此外，東莞廣播電視傳媒集團還擁有自己的官方網站“东莞阳光网”、微信公眾號、新浪微博、抖音、行動應用程式“知东莞”等新媒體平台，以及画报《精彩一周》，东莞广播电视传媒发展有限公司、东莞市阳光网络信息有限公司等11家下属公司。

### 电视频道
| 頻道名稱     | 语言        | 广播格式                    | 啟播時間      | 频道前身                                                                                | 備註                                                                                               | 備註 |
| 新闻综合频道 | 粵語 普通話 | SD: PAL 576i 16:9 HD：1080i | 1984年10月1日 | 东莞电视台 东莞电视台新闻综合频道                                                       | 东莞市第一個无线電視頻道，現時以新聞、時事、專題類節目為主                                         |      |
| 生活资讯频道 | 粵語 普通話 | SD: PAL 576i 16:9 HD：1080i | 2022年1月1日  | 東莞有線廣播電視台 东莞有线电视台娱乐频道 东莞电视台经济生活频道 东莞广播电视台公共频道 | 东莞市第一個有线電視頻道，原為政策性電視頻道，2022年轉型為生活资讯频道，現時以生活、消閒類節目為主 |      |

### 广播频率
| 頻道名稱                 | 语言   | 频道频率 | 啟播時間      | 频道前身                 | 備註                                                         |
| 综合广播（阳光1008）     | 普通話 | FM100.8  | 1990年3月18日 | 东莞人民广播电台         | 以新聞為主，集新聞性、公益性、服務性、監督性為一體的綜合頻率 |
| 交通音乐广播（畅享1075） | 普通話 | FM107.5  | 1998年        | 东莞人民广播电台音乐频率 | 主要為駕車人士服務的頻率，提供路況播報、生活資訊及服務類節目 |

## 節目
作为中共東莞市委、東莞市人民政府的市級廣播電視媒體，东莞广播电视台有資格組織編排製作廣播電視節目，并负责转播中央和省级广播、电视节目，以服務中國共產黨、中华人民共和国各級政府的政治宣傳。该台的广播频率以及电视频道在每天晚上也会分别轉播中央人民广播电台的《全國新聞聯播》以及中国中央电视台的《新闻联播》等新聞節目。
在广播部门，除自办新闻栏目《广播新闻》外，电台还曾播出艺文节目《儿童DoReMi》，服务类节目《阳光热线》、《1075直通车》等:316。
在電視部門，东莞广播电视台主要以汉语普通话、粤语两种语言播出，《東莞新聞》是該台最主要的自辦電視新聞欄目，其隨電視台而創立:192，以報導在地新聞見長。除此之外，该台还有《新闻早点》、《午间新闻》等直播新聞節目。新闻评论栏目《焦点关注》和以粤语莞寶方言播送的民生新闻《今日莞事》也是該台電視部門較重要的地方電視新聞資訊節目。东莞市下辖的各镇街则时常透过另一档粤语新闻栏目《镇街热线》播送自製的在地新聞節目。除此之外，該台還製作了介紹東莞歷史文化的社教類節目《东莞发现》、《家乡味道》、《400年牛墟》、纪录片《香蕉船》以及电视剧《家园》:386、《电视台的故事》等。其中《电视台的故事》也是中国大陆首部以电视人为题材的电视连续剧。